# Catolé
Catolé é um pequeno fruto proveniente de uma palmeira, Syagrus cearensis, que produz coco-catolé, típico da Mata Atlântica.
Outras palmeiras também são chamadas de catolé, entre elas a Syagrus smithii, ameaçada de extinção, e a Syagrus cearensis, de ampla ocorrência no estado do Ceará, como sugere o nome.
Nos trópicos, os cocos são muito apreciados, tanto pelos turistas como pelos nativos. No Brasil, seus maiores cultivadores estão localizados no Nordeste e no estado do Pará. O coqueiro gosta de clima quente e úmido.

## Características
Sua altura pode chegar a 30 metros. Também existem variedades anãs, que não ultrapassam três metros. Geralmente as espécies de catolé não têm casca, ao contrário da macauba barriguda.

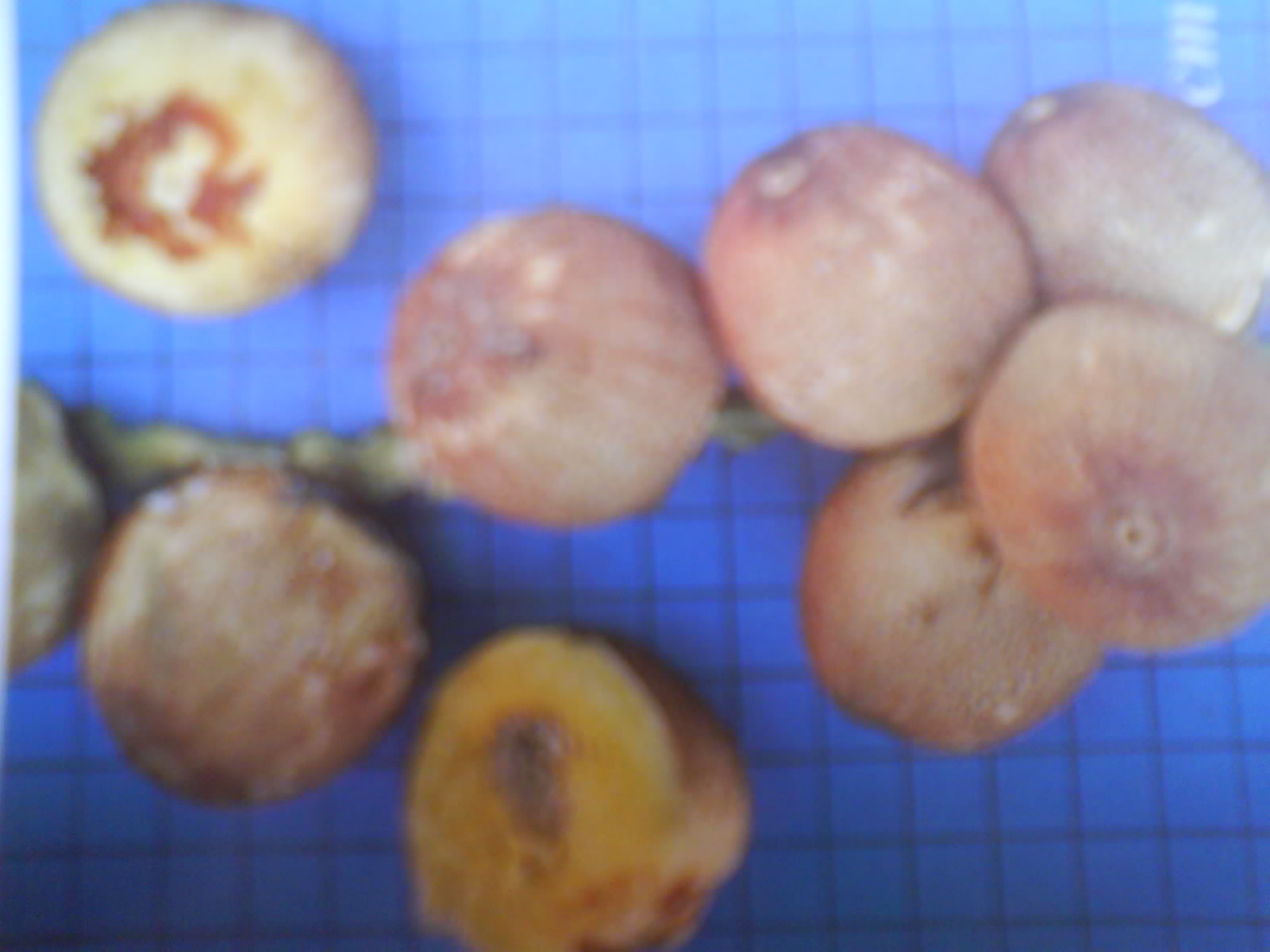
Frutos de Syagrus cearensis, uma das espécies conhecidas por coco catolé.